# Hayden (Arizona)
Hayden és una població dels Estats Units a l'estat d'Arizona. Segons el cens del 2007 tenia 821 habitants.

## Demografia
Segons el cens del 2000, Hayden tenia 892 habitants, 288 habitatges, i 222 famílies La densitat de població era de 273,3 habitants/km².
Dels 288 habitatges en un 31,6% hi vivien nens de menys de 18 anys, en un 54,5% hi vivien parelles casades, en un 13,5% dones solteres, i en un 22,9% no eren unitats familiars. En el 21,5% dels habitatges hi vivien persones soles el 9% de les quals corresponia a persones de 65 anys o més que vivien soles. El nombre mitjà de persones vivint en cada habitatge era de 3,1 i el nombre mitjà de persones que vivien en cada família era de 3,56.
Per edats la població es repartia de la següent manera: un 33,2% tenia menys de 18 anys, un 9% entre 18 i 24, un 20,5% entre 25 i 44, un 23,2% de 45 a 60 i un 14,1% 65 anys o més.
L'edat mediana era de 32 anys. Per cada 100 dones de 18 o més anys hi havia 91,6 homes.
La renda mediana per habitatge era de 24.293 $ i la renda mediana per família de 26.964 $. Els homes tenien una renda mediana de 35.521 $ mentre que les dones 22.500 $. La renda per capita de la població era de 9.797 $. Aproximadament el 20,1% de les famílies i el 27,3% de la població estaven per davall del llindar de pobresa.

## Poblacions més properes
El següent diagrama mostra les poblacions més properes.